# 艾魏爾湖
48°05′41″N 9°41′47″E / 48.094642°N 9.696284°E
艾魏爾湖（德語：Ayweiher），是德國的湖泊，位於該國西南部，由巴登-符騰堡州負責管轄，處於里斯河畔比伯拉赫，面積0.04平方公里，海拔高度587米，平均水深1.5米，最大水深3米，水體容量5.7萬立方米。